# Hapoel Ra’ananna
Hapoel Ra’ananna (hebr. עמותת הפועל רעננה מחלקת כדורגל, Amutat Hapoel Ra’ananna Mahleket Kaduregel) – izraelski klub piłkarski, mający siedzibę w mieście Ra’ananna.

## Historia
Klub został założony w 1972 roku, chociaż wcześniej w latach 50. i 60. XX wieku istniał klub pod nazwą Hapoel Ra’ananna, który występował w sezonie 1951/52 w Liga Bet (wtedy drugi poziom rozgrywek piłkarskich). Do lat 90. XX wieku klub występował w Liga Gimel (najniższy poziom). W 1997 klub awansował do Liga Bet, a następnego sezonu do Liga Alef. W sezonie 1998/99 klub zdobył awans do Liga Arcit, w sezonie 2000/2001 awans do Liga Leumit, a w sezonie 2008/09 awansował do Ligat ha’Al.

## Sukcesy
- Liga Arcit: 2000/2001